# Șelimbăr
Șelimbăr es una comuna ubicada en el distrito de Sibiu, Rumania.

## Superficie
Posee una superficie de 72,32 kilómetros cuadrados.

## Demografía
Hasta 2021 la población era de 17 492 habitantes, con una densidad de población de 241,9 habitantes por kilómetro cuadrado.